# Cubaia
Genre
Cubaia est un genre de limnoméduses (hydrozoaires) de la famille des Olindiidae.

## Liste d'espèces
Selon World Register of Marine Species (28 mars 2016), Cubaia comprend l'espèce suivante :
- Cubaia aphrodite Mayer, 1894